# ليانغ روي
ليانغ روي (بالصينية: 梁瑞) هي عدائة مشي صينية، ولدت في 18 يونيو 1994.

## وصلات خارجية
- ليانغ روي على موقع الاتحاد الدولي لألعاب القوى (الإنجليزية)